# Bafodeya benna
Bafodeya benna е вид растение от семейство Chrysobalanaceae, единствен от род Bafodeya. Видът е световно застрашен, със статут Уязвим.

## Разпространение
Разпространен е в Гвинея и Сиера Леоне.